# Daniel Johannesson
Bengt Holger Daniel Johannesson, född 16 februari 1943 i Naverstads församling i Göteborgs och Bohus län, är en svensk företagsledare.
Johannesson blev civilekonom i Göteborg 1968, var anställd vid Billeruds AB 1968-1980, var vice VD vid Halmstads Järnverk 1980-1982 och VD där 1982. Från 1983 var han VD för Fagersta AB, som senare ombildades till Industriförvaltnings AB Kinnevik, och stannade där till 1992.
Han var generaldirektör för Statens Järnvägar från 1998 och efter bolagiseringen vid årsskiftet 2000/2001 styrelseordförande för SJ AB fram till 2001.